# Erik Sjögren
Erik Mogens Sjögren, född den 31 maj 1927 i Danmark, död den 30 juni 1981 i Malmö, var en svensk balettdansör och skådespelare.
Sjögren är gravsatt i minneslunden på Limhamns kyrkogård.

## Filmografi
- 1954 – Dans på rosor
- 1956 – Kalle Stropp, Grodan Boll och deras vänner
- 1958 – Den store amatören

## Teater

### Roller (i urval)
| År   | Roll        | Produktion                                                                | Regi               | Teater        |
| ---- | ----------- | ------------------------------------------------------------------------- | ------------------ | ------------- |
| 1954 | Garçon      | Glada änkan Franz Lehár, Victor Léon och Leo Stein                        | Lars Egge          | Oscarsteatern |
| 1956 | Medverkande | Knäppupp III - Tillstymmelser, revy Povel Ramel                           | Per-Martin Hamberg | Idéonteatern  |
| 1957 | Medverkande | Kråkslottet, revy Karl Gerhard                                            | Hasse Ekman        | Idéonteatern  |
| 1959 | Medverkande | Två träd, revy Karl Gerhard                                               | Hasse Ekman        | Idéonteatern  |
| 1959 | Medverkande | Doktor Kotte slår till eller Siv Olson Hans Alfredson och Tage Danielsson | Per Edström        | Idéonteatern  |